# Resituación
Resituación es el sexto álbum del cantautor español Nacho Vegas publicado por Marxophone en 2014.

## Lista de canciones
| N.º | Título                                                          | Duración |  |
| 1.  | «Indefensos [Instrumental]»                                     | 3:30     |  |
| 2.  | «Actores poco memorables»                                       | 4:39     |  |
| 3.  | «Polvorado»                                                     | 2:55     |  |
| 4.  | «Rapaza de San Antolín»                                         | 2:51     |  |
| 5.  | «Ciudad vampira (Inspirada en "Devil Town" de Daniel Johnston)» | 5:12     |  |
| 6.  | «Runrún»                                                        | 3:22     |  |
| 7.  | «Adolfo suicide»                                                | 4:46     |  |
| 8.  | «Luz de agosto en Gijón»                                        | 4:27     |  |
| 9.  | «Libertarian song»                                              | 3:09     |  |
| 10. | «Un día usted morirá»                                           | 4:20     |  |
| 11. | «La vida manca»                                                 | 6:33     |  |